# Capoeira

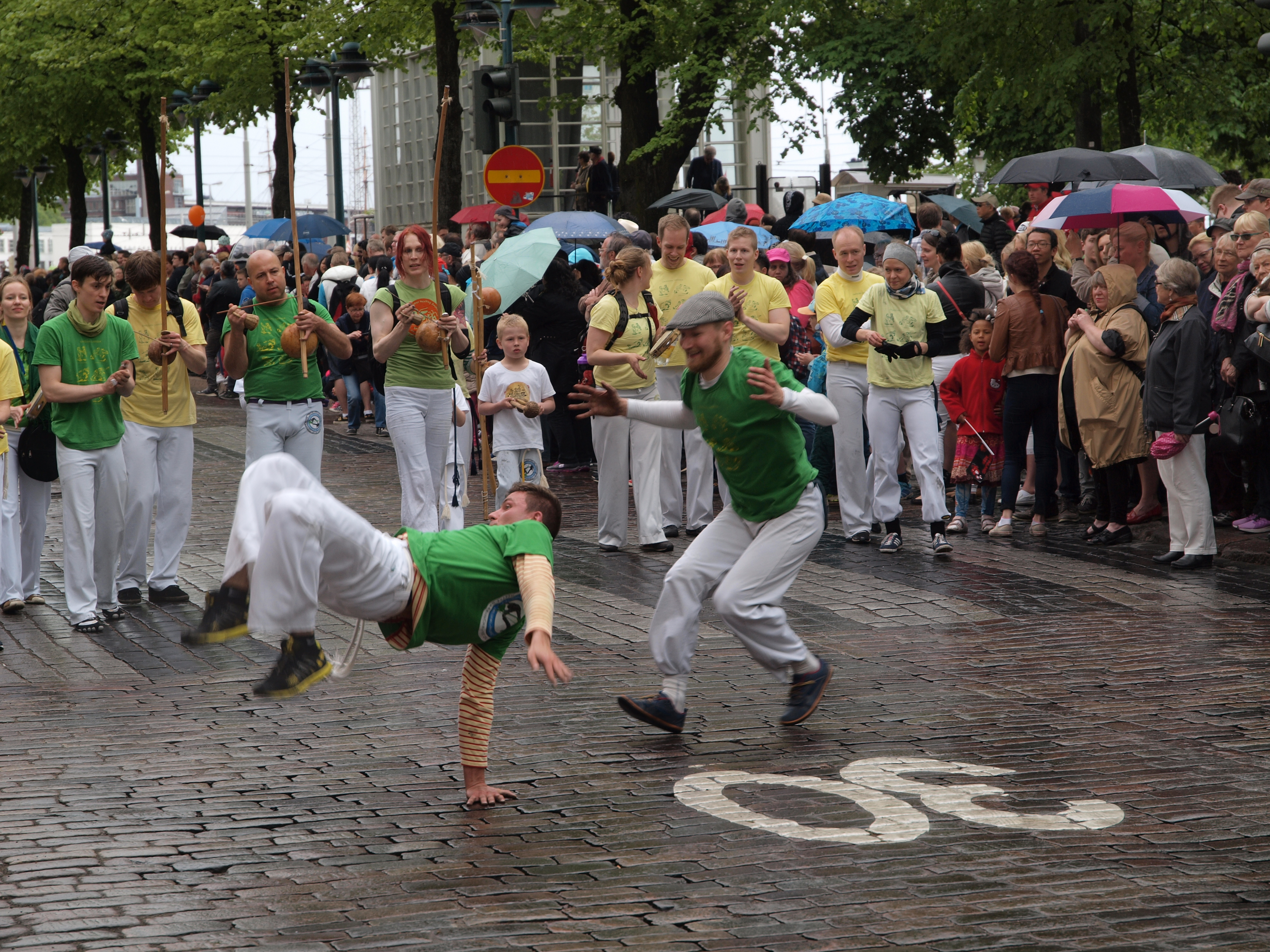
Capoeira-Vorführung beim Helsinki Samba Carnaval 2015

Capoeira ist eine afro-brasilianische Kampfkunst bzw. ein Kampftanz, dessen Ursprung unter anderem auf den afrikanischen NíGolo („Zebratanz“) zurückgeführt wird. Capoeira wurde während der Kolonialzeit in Brasilien von Sklaven aus Afrika entwickelt.
Das zentrale Ritual der Capoeira, die Capoeira-Roda („Capoeira-Kreis“), in der Capoeira zu Musik praktiziert wird, wurde von der UNESCO 2014 in die Repräsentative Liste des immateriellen Kulturerbes der Menschheit aufgenommen.

## Charakterisierung
Es wird zwischen einer als „ursprünglich“ charakterisierten Capoeira Angola und der Capoeira Regional unterschieden, die seit den späten 1930ern Einflüsse anderer, japanischer Kampfsportarten, vor allem Jiu Jitsu, aufgenommen hat. Beide Stile werden von einigen Akteuren in der Capoeira Contemporânea zusammengeführt.
Inhaltlich ist Capoeira von drei Ebenen geprägt: dem vorgetäuschten Kampf (engl. „mock fight“), der Musik und der „Roda“ (portugiesisch „Kreis“) als sozialem Rahmen, in dem das Spiel („jogo da Capoeira“) stattfindet. Die Körpertechniken selbst zeichnen sich durch fließende, runde Bewegungen, Improvisation und Flexibilität aus; für offensive Techniken kommen vorrangig Tritte zum Einsatz, diese sind vergleichsweise häufig gedrehte oder eingesprunge Tritte und mit akrobatischen Bewegungen kombiniert. In der Capoeira-Roda wird zu den Kämpfen Musik gespielt. Diese folgt einem Endlos-Rhythmus in verschiedenen Variationen; dazu werden zumeist inhaltlich passende, häufig noch aus der Zeit der Sklaverei stammende Lieder gesungen, die den sozialen Rahmen des Spiels konnotieren. Ablauf und Inhalt der Roda sind soziokulturell komplex. Sie besteht aus einem Kreis von Capoeiraspielern (Capoeiristas), den Musikern und ggf. Zuschauern. Immer zwei Capoeiristas spielen im Kreis. Die Roda ist eine vielschichtige Kulturtechnik und ist je nach Kontext und Situation in den soziokulturellen Alltag der Capoeiristas eingebettet.

## Geschichte

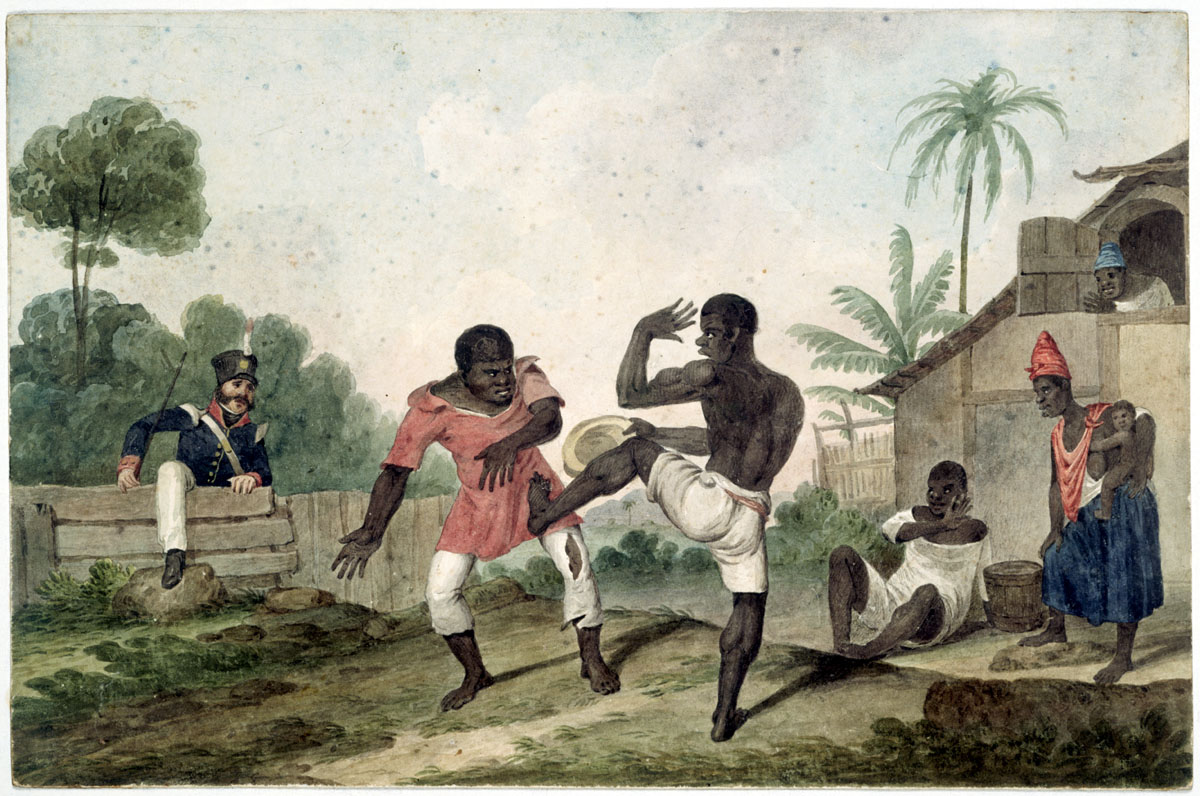
„Negerkampf, Brasilien“. Aquarell von Augustus Earle, das eine Art Capoeira zeigt. Um 1820

Belegt ist die Existenz der Capoeira seit dem 18. Jahrhundert. Die Literatur geht davon aus, dass sie in Brasilien aus einer Vermischung verschiedenster afrikanischer Tänze und Kulte entstand. Auch in anderen Regionen, in welche afrikanische Sklaven verschleppt wurden, entstanden der Capoeira ähnliche Kampftänze, wie dem Maní auf Kuba.
Vorläufer der Capoeira waren mutmaßlich diverse Kampfspiele und Tänze Afrikas und indigener Gruppen Brasiliens. Zu nennen wären hierbei vor allem Batuque, Luta do Bode, Bassula, Kamangula, NíGolo und das indianische Quarupe.
Der Korpus oraler Überlieferungen der Capoeira ist groß und bis heute nicht vollständig dokumentiert. Die schriftliche historische Quellenlage ist aufgrund eines zentralen abgebrannten Archivs sehr schlecht. Dementsprechend sind genauer Ursprung, Namensgebung und viele Geschichten einzelner handelnder Personen bis heute nicht genau geklärt. Als Beispiel kann der Mythos dienen, dass sich die Capoeira durch Siedlungen entflohener Sklaven, Quilombos genannt,  weiterentwickelte und dass Capoeira auch im Kampf gegen die mit Schusswaffen bewaffneten Sklavenjäger eingesetzt wurde.
Historisch besser dokumentiert ist die unterschiedliche Entwicklung der Capoeira in den verschiedenen Großstädten, hier ist sie vielmehr als eine Art Straßenkampftechnik zu begreifen. Capoeiristas taten sich unter anderem in Banden zusammen, den Maltas, und beherrschten ganze Straßenviertel. Dabei kämpften sie gegen rivalisierende Maltas und die Obrigkeitskräfte. Diese Form der Capoeira war besonders in den Hafenstädten Rio de Janeiro, Recife und Salvador da Bahia verbreitet, die auch gemeinhin als die Brutstätten der Capoeira angesehen werden. Die Capoeira ist dementsprechend vor allem eine urbane Erscheinung.
In der Kaiserzeit war die Capoeira zwar nicht explizit verboten, die Capoeiristas wurden dennoch verfolgt und beispielsweise wegen Störung der öffentlichen Ordnung verhaftet. Zwischen 1865 und 1870 wurden viele Capoeiristas für den Krieg gegen Paraguay zwangsrekrutiert. Einerseits sollten Banden aufgelöst werden, andererseits wurden entlaufene Sklaven vor die Wahl gestellt, entweder dem Vaterland zu dienen oder zu sterben. Sie gingen als die „Voluntários da Pátria“ in die Geschichte ein.
In der Republik ab 1889 gab es schließlich einen Capoeira-Paragrafen, der die Ausübung der Capoeira mit Verbannung von sechs Monaten bis zwei Jahren bestrafte. Einer der Gründe für diese Behandlung liegt darin, dass die Capoeiristas als Monarchisten angesehen wurden, die sich aus Dankbarkeit für die Befreiung der Sklaven der Krone verpflichtet fühlten. Die Capoeira wurde in dieser Zeit stark in den Untergrund gedrängt und nur noch in Rio de Janeiro, Recife und Salvador da Bahia praktiziert.
Das Capoeira-Verbot wurde 1937 durch den nationalistischen Diktator Getúlio Vargas aufgehoben, der mit der Capoeira einen nationalen Sport etablieren wollte. Auf diese Idee kam er, nachdem er eine Vorführung von Mestre Bimba sah. Bimba wollte aus Elementen der Straßenkampftechnik Capoeira eine moderne Kampfkunst formen, welche er Luta Regional Baiana nannte. In dieser Form der Capoeira integrierte er Elemente des Batuque und asiatischer Kampfsportarten, um die Effizienz dieser Kampfsportart zu erhöhen. Er unterrichtete sie (noch während des Verbots) an seiner Akademie in der bahianischen Hauptstadt Salvador da Bahia – das Verbot war der Hauptgrund dafür, weshalb seine Schule nicht „Capoeira“ im Namen führte. Bimba (Capoeira Regional) und  Pastinha (Capoeira Angola)  ersannen ungefähr gleichzeitig eine systematische Methode, Capoeira zu vermitteln und in Schulen zu lehren; vorher wurden die Techniken durch Nachahmen erlernt.
Auch heute noch wird die Capoeira hauptsächlich in zwei Formen aufgeteilt: Capoeira Regional und Capoeira Angola. Aktuell ist allerdings ein Trend des sich gegenseitigen Annäherns zu spüren. Dieser Trend wird unter anderem durch Mestre Camisa und Mestre João Grande getragen und gerne als Capoeira Contemporânea bezeichnet.
Der Film Only the Strong mit Hauptdarsteller Mark Dacascos gibt einen Einblick in die Capoeira. Hier wird hauptsächlich Capoeira Regional gezeigt, die sich durch spektakulärere Bewegungen auszeichnet. Mark Dacascos selbst betreibt seit seiner Kindheit Kung Fu (sein Vater Al Dacascos besitzt mehrere Kampfsport-Schulen) und hat sich Capoeira speziell für diesen Film mithilfe einiger brasilianischer Mestres antrainiert. Der historische Aspekt wird im Film „Besouro“ stärker beleuchtet, aber mit mythischen und religiösen Aspekten des Candomblé vermischt.

## Verbreitung
Inzwischen ist Capoeira weltweit verbreitet. Es gibt verschiedene Schulen, die sich stark in Trainingsmethoden, Schwerpunkt und Stil unterscheiden. Dabei unterscheidet man zwischen Angola- oder Regional-Schulen – Capoeira Regional wird nach den Methoden von Mestre Bimba vermittelt, z. B. bei Capoeira União. Capoeira Angola beruft sich vor allem auf Mestre Pastinha und stellt traditionellere Bewegungen in den Vordergrund. Während in Regional durchaus auch Angola vermittelt wird, ist dies umgekehrt meistens nicht der Fall. Daneben setzt sich auch eine Art dritter Weg durch, diese Richtung wird als Capoeira Contemporânea bezeichnet, dies ist eher ein Sammelbegriff für viele verschiedene Stile und Richtungen der zeitgenössischen Capoeira (wie zum Beispiel Miudinho von der Gruppe Cordão de Ouro). Eine weitere Entwicklung ist das Austragen von Wettkämpfen, wie in anderen Kampfkünsten. Im Gegensatz zu denen zählt dabei aber nicht das Werten von Treffern oder Knockouts, sondern das Umsetzen der weiter unten unter Roda angesprochenen Dialoge. Dies macht jedoch eine objektive Beurteilung schwierig.

## Malícia – Zentrale Kompetenz der Capoeira
Capoeira umschließt einige zentrale Kompetenzen, die über den konkreten körpertechnischen Rahmen hinaus gehen. Ein zentrales Element ist Malícia. Malícia kann als „List“  oder „Verschlagenheit“ gedeutet werden, wird jedoch im Kontext der Capoeira positiv belegt. Sie steht neben anderen Aspekten wie Malandrágem („Bösartigkeit“), Mandinga („Zauberei“) und Manha („kindlicher Schläue“) und fokussiert das Capoeiraspiel auf soziale Aspekte der Interaktion über den Deutungsrahmen des eigentlichen Spiels hinaus.
In Liedern wird unter anderem die Malícia anschaulich beschrieben: Bildlich lässt sie sich gut am Beispiel einer Schlange erklären, die in ihrem Loch auf Beute wartet. Die Schlange ist vorbereitet und sobald die Beute eintrifft, wird sie ohne Gegenwehr erlegt (zum Beispiel „bote de cobra coral“ aus der Ladainha Uma Vez von Mestre Toni Vargas). Hier wird die schlaue Umkehr einer Bedrohungssituation als ein zentrales Motiv der Capoeira aufgegriffen: an anderer Stelle wäre die Schlange vielleicht unterlegen gewesen.
Die kluge Rahmung der Situation erschöpft sich nicht nur im körperlichen Fintieren, sondern betrifft vor allem in der Deutung der modernen Gründerväter der Capoeira grundsätzliche alltagspraktische Kompetenzen. Hier geht es unter anderem darum, im Kampf beim Gegner einen – falschen – Eindruck zu erwecken. So sollten bspw. die Capoeira-Schüler Bimbas und Pastinhas nicht zeigen, wie kräftig sie wirklich sind, wenn andere (potenzielle Gegner) dabei zusahen. Sie sollten eher den Eindruck von Schwächlingen erwecken. Dies konnte in einem Kampf entscheidend sein.
Malícia zieht sich in dieser Lesart wie ein roter Faden durch das Leben eines Capoeirista. Dabei wird sie weniger direkt gelehrt, sondern von den Schülern spielerisch ausprobiert. Durch die Malícia und die im Regelwerk angelegte Maßregelung wirklicher Krafteinwirkung ist der Ausgang eines jeden Kampfes ungewiss. Somit sind nicht Technik und Kondition ausschlaggebend, sondern der taktische Überblick über das Spiel. Es gibt Meister, die nur sehr wenige Techniken anwenden, diese jedoch mit Hilfe von Malícia, Malandragem, Mandinga und Manha sehr effizient einsetzen.
In der heutigen Zeit tritt die Malícia in den modernen Formen der Capoeira Regional häufig in den Hintergrund, da Geschwindigkeit sowie Kürze der Spiele einen Aufbau der notwendigen dramatischen Spannung und spielerischen Dynamik nicht ermöglichen. In der Capoeira Angola dagegen wird sie nach wie vor wichtigstes Element verstanden.

## Kampf

### Bewegungsrepertoire (Auswahl)
Es gibt in der Capoeira eine Vielzahl an Bewegungen und Bewegungskombinationen. Eine Auswahl an Bewegungen ist in der Tabelle niedergelegt. Wichtig ist dabei, dass die Namen nicht immer allgemein gültig sind und von Gruppe zu Gruppe unterschiedlich sein können.
Da die Capoeira kein orthopraktisches System darstellt, können Arten und Ausführungen der Techniken von Gruppe zu Gruppe sowie je nach eigenem Gusto differieren. Viele Bewegungen werden zudem gar nicht benannt und ein Großteil der eigentlichen Anmutung der Capoeira resultiert aus der Art und Weise, wie Techniken verbunden werden, nicht aus den Techniken selbst.
Alle Bewegungen können aus der Ginga (Grundbewegung der Capoeira) heraus ausgeführt werden und wieder in sie hinein münden. Je nach dramatischem Bogen des Spiels kann dies aber auch statisch geschehen oder aus anderen Situationen entwickelt werden.
Die folgende Klassifikation und Nomenklatur ist nicht allgemein gültig und beruht auf der schriftlichen Aufarbeitung Mestre Nestors, der hierzu ein Buch in deutscher Sprache veröffentlicht hat.
| Mortais (tödliche Schläge)            | Traumatizantes (Betäubungsschläge)        | Desequilibriantes (Würfe) | Esquivas (Ausweichbewegungen)           | Fugas (Fluchtbewegungen)              | Floreios (Ausschmückungen)                    |
| ------------------------------------- | ----------------------------------------- | ------------------------- | --------------------------------------- | ------------------------------------- | --------------------------------------------- |
| Meia-Lua de Compasso (Halbmondzirkel) | Meia-Lua                                  | Rasteira (Fußfegen)       |                                         | Aú (Rad)                              | Negativa (Vermeidung)                         |
| Rabo de Arraia (Rochenschwanz)        | Martelo (Hammer)                          | Vingativa (Rache)         | Resistencia (Widerstand)                | Macaco (Äffchen)                      | Relógio (Uhr)                                 |
|                                       | Meia-Lua de Frente (Halbmondzirkel vorne) | Banda                     | Esquiva (ausweichen)                    | S-Dobrado (Doppel-S)                  | Pião de Mão (gedrehter einhändiger Handstand) |
| Chibata (kleine Peitsche)             | Armada (Drehschlag)                       | Arrastão                  | Cocorinha (Hocke)                       | Aú de Cabeça (Radschlag auf dem Kopf) | Saca-rolha (Korkenzieher)                     |
|                                       | Queixada (Kinnlade)                       | Tesoura (Beinschere)      | Rolé (Rolle)                            | Aú sem Mão (Radschlag ohne Hände)     | Mortal (Salto)                                |
|                                       | Ponteira (Punktierter Tritt)              |                           | Queda de Quatro (Auf alle viere fallen) |                                       | Parafuso (Schraube)                           |
|                                       | Bênção (Segen)                            |                           | Queda de Rins (Auf die Nieren fallen)   |                                       | Folha Seca                                    |
|                                       | Cotovelhada (Ellbogenschlag)              |                           |                                         |                                       |                                               |
|                                       | Cabeçada (Kopfstoß)                       |                           |                                         |                                       |                                               |
|                                       | Palma (Schlag mit der Handfläche)         |                           |                                         |                                       |                                               |
|                                       | Joelhada (Kniestoß)                       |                           |                                         |                                       |                                               |

### Bewegungen (alphabetisch)

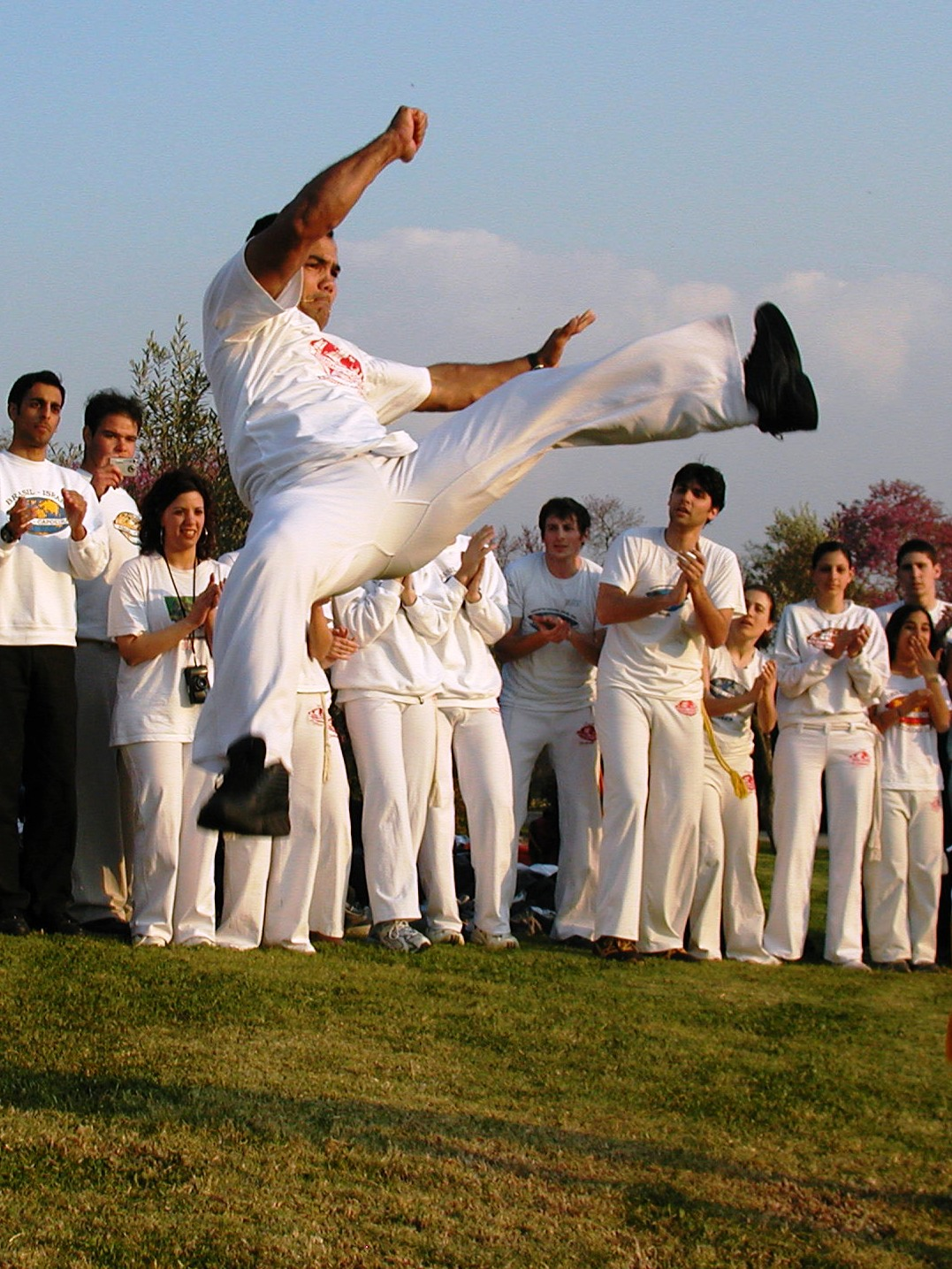
Armada com Martelo

Armada ist ein Tritt. Die Bewegung wird vom Tretenden eingeleitet, indem er mit einem Bein einen kurzen Schritt nach vorne macht und den Fuß um 180° in Richtung des anderen Beins dreht. Danach hebt er das hintere Bein und dreht dieses in Brusthöhe um 360°, wobei er mit dem Außenrist den Gegner zu treffen versucht.
Banda ist ein Feger. Dieser Trick wird meistens eingesetzt, um einem Martelo auszuweichen und um ihn gleichzeitig auszukontern. Der Feger wird aus dem Stehen ausgeführt; um ihn perfekt zu können, muss man sich schon einige Jahre mit Capoeira befassen, denn diese Bewegung erfordert sehr schnelle Reaktion und eine äußerst gute Beweglichkeit.
Wenn ein Martelo des Gegners mit dem linken Bein (von rechts) kommt, dann dreht man das linke Bein aus der Parallelstellung, sodass die Ferse zum Gegner zeigt. Anschließend führt man das rechte Bein über den Boden an die Ferse (oder an den Knöchel) des gegnerischen Standbeins und setzt Druck darauf an, indem man den Oberkörper versucht, in unserem Fall über die linke Schulter, so weit wie möglich auszudrehen. Wünschenswert wäre es, wenn das ziehende Bein in der Esquiva landet. Dieser Wurf ist dem Rasteira sehr ähnlich.
Die Ginga bezeichnet den Grundschritt der Capoeira.
Der Meia-Lua (port. für „Halbmond“) ist einer der wichtigsten Fußschläge. Es ist eine weite drehende Beinbewegung, dem Armada sehr ähnlich. Der Unterschied ist, dass beim Meia-Lua der Körper weiter nach hinten gelehnt ist und dass mit der Ferse, statt mit dem Außenrist, getroffen wird.
Der Meia-Lua de Compasso (port. für „geschliffener Halbmond“) ist ein Fußschlag. Dieser Fußschlag ist dem Meia-Lua ähnlich. Der einzige Unterschied ist, dass beim Meia-Lua de Compasso die Hände (oder nur eine Hand) den Boden berühren muss. Somit kommt der Angreifer tiefer. Der Meia-Lua de Compasso kann auch als Einleitung zu verschiedenen Kombinationen verwendet werden. Eine ähnliche Variante kennt die Capoeira Angola als Rabo de Arraia.
Der Meia Lua de Frente (port. für „Halbmond von Vorne“) ist ein Fußschlag. Er ist das Gegenstück zum Queixada. Getroffen wird mit dem Innenrist. Normalerweise führt man den Schlag aus der Parallelstellung aus (die Beine stehen in etwa 1 Meter Abstand nebeneinander). Der Meia Lua de Frente ist kein besonders starker Schlag, er dient eher zur Ablenkung oder kommt oft schnell und überraschend.

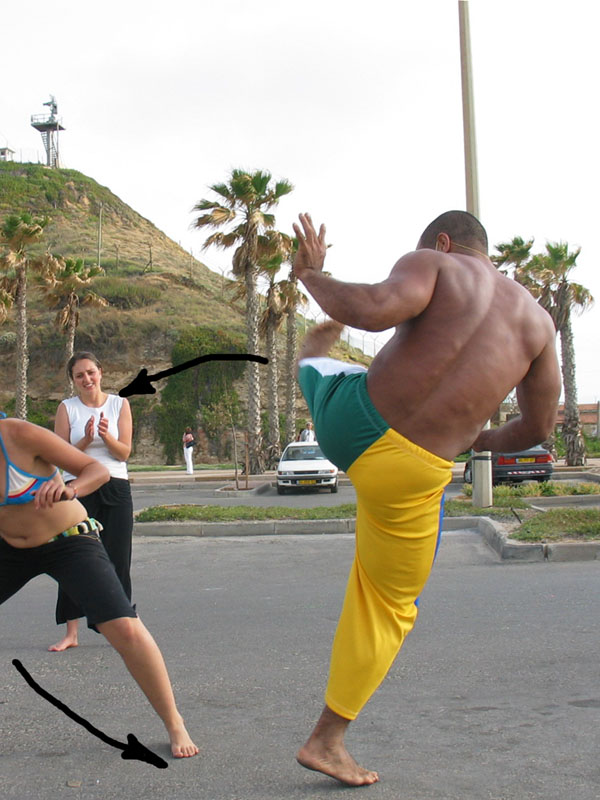
Queixada

Der Queixada ist ein Fußschlag. Der Tritt ist einer der Standards, die jeder Capoeirista beherrschen muss. Beim Queixada wird mit dem Außenrist getroffen. Man kann den Queixada aus der Parallel-Stellung oder auch aus der Esquiva ausführen. Dabei muss man zuvor jedoch das hintere Bein überkreuzt nach vorne stellen.
Der Ponteira ist ein Tritt. Im Gegensatz zum Benção trifft man den Gegner nur mit dem Fußballen ganz kurz und schnell mit einer Schnappbewegung. Es steckt zwar nicht so viel Schlagkraft wie beim Benção, aber dafür ist der Ponteira sehr schnell und effektiv. In anderen Kampfkünsten kennt man den Tritt unter dem Namen Frontkick.

### Regeln
Capoeira als Kampf-Tanz-Spiel basiert auf einem System ungeschriebener Regeln, das nur aufgrund der afrobrasilianischen Tradition mündlicher Überlieferung von Generation zu Generation weitergereicht worden ist. Wie die Grundzüge dieses Regelwerkes einmal ausgesehen haben können, ist ungewiss. Von Interesse ist, dass dem Anfänger normalerweise kein Textheft mit Regeln beigegeben wird, sondern diese Regeln im individuellen Kontext erfahren werden müssen. Insbesondere stellen sie vor dem Hintergrund der Malicia nur die groben Rahmenbedingungen sicher, die Regeln können in bestimmten Momenten im Spiel gebrochen werden, manchmal ist dies sogar notwendig, um besondere Subroutinen wie die Chamada beginnen zu können. Das konkrete orale Regelwerk differiert von Gruppe zu Gruppe und ist zudem nicht zwingend als abgeschlossen zu verstehen.
Nach John Lowell Lewis’ Arbeiten gibt es eine tabellarische Übersicht der wichtigsten Regeln des Spiels. Diese ist in „normative“ und „pragmatische“ Regeln aufgegliedert. Es sei an dieser Stelle darauf hingewiesen, dass die Regeln in der Capoeira sehr schwammig und abhängig von den Mitspielern sind. Sie sind deswegen eher als eine Möglichkeit anzusehen, die variiert werden kann. In manchen Schulen wird als einzige Regel „es gibt keine Regel“ unterrichtet. Dennoch sind gewisse Gewohnheiten und Abläufe auch dort zu finden.

#### Normative Regeln
Diese Regeln beziehen sich auf feste Verhaltensweisen, die sich in Capoeira-Kreisen weltweit etabliert haben und nicht hinterfragt oder variiert werden. Sie gewährleisten einerseits die Sicherheit der Kämpfer und spiegeln andererseits einen Teil der philosophischen Ansätze der Capoeira zum Umgang miteinander wider.
1. Das aktive Spiel findet zwischen zwei Spielern innerhalb der Roda statt
  1. Befolge die Konventionen zum Eintreten und Verlassen der Roda
  2. Bewege dich während des Spiels nicht nach außerhalb der Roda
  3. Gib dem anderen vor und nach dem Spiel die Hand (eher wie ein „clap“)
2. Versuche, deinen Mitstreiter zu werfen
  1. Nur Füße, Hände und Kopf sollen den Boden berühren
  2. Versuche niemals, deinen Mitstreiter zu verletzen
    1. Schläge mit geschlossener Faust sind verboten
    2. Wegstoßen/Schubsen verboten, es sei denn als Teil des Wurfes

  3. Emotionale, psychische und/oder Prestigeverletzungen sind in Ordnung
3. Sei immer bereit, dich gegen einen Angriff zu verteidigen
  1. Wenn du deinem Mitstreiter den Rücken zudrehst, dann schau ihn immer dabei an (zum Beispiel durch die Beine)
  2. Halte deine Hände zur Verteidigung vor bzw. über dem Gesicht
  3. Halte einen Mitstreiter die ganze Zeit im Blick
4. Es gibt keine Roda ohne Musik (der Berimbau-Spieler ist der Leiter der Roda)
  1. Die Musik beginnt vor dem Spiel
  2. Wenn die Musik endet, endet das Spiel

#### Pragmatische Regeln
Diese Regeln beschreiben die Art des Spiels, wie es idealerweise sein soll. Capoeira ist kein statischer Kampfsport wie andere Formen. Alles ergibt sich aus der Bewegung, und keine zwei Kämpfe sind identisch.
In den Regeln beschrieben sind allgemeine Verhaltensweisen, die jedoch nicht ausschließlich oder gar verpflichtend sind.
1. 1. Weiche aus und starte einen Gegenangriff
  2. Sei darauf vorbereitet, den meisten Angriffen auszuweichen
  3. Sei darauf vorbereitet, die meisten Ausweichversuche anzugreifen
2. Sei immer in Bewegung (Ginga; gespr. „dschinga“)
  1. Versuche, deine Freiheit in der Bewegung zu vergrößern, während du den Spielraum des Mitstreiters einschränkst
  2. Niemals vollständig stoppen (bis auf Chamada)
3. Täusche deinen Mitstreiter, so dass er verwundbar wird
  1. Etabliere Bewegungsmuster nur, um sie zu brechen
  2. Gib vor, die eine Sache zu tun, und mach etwas anderes
  3. Immer lächeln

Wobei Capoeira auch als eine Art Kommunikation verstanden werden kann, die, bei Übung, die Geschicklichkeit, das Rhythmusgefühl und die Reaktion enorm verbessert. Die Qualität der Unterhaltung liegt somit bei den zwei zusammen Spielenden bzw. Tanzenden. Eine gelungene Capoeira-Unterhaltung setzt einiges an Intuition, Verstand, Empathie und Aufrichtigkeit voraus.
Allerdings ist die vom Charakter her ursprünglich geheimnisvolle Capoeira mittlerweile großteils zu einem hektischen Sport geworden, teilweise sogar zu einem Konsum.

#### Regeln von Mestre Bimba
Mündlich überliefert sind die Regeln für Capoeiristas von Mestre Bimba. Auf den ersten Blick wirken sie ein wenig ungewöhnlich für Regeln einer Kampfkunst und zeigen zugleich den von Bimba intendierten Bezug zum Alltag seiner Schüler auf. Sie sind in seinem Verständnis für das Überleben in einer gefährlichen Umgebung geeignet und geben Anleitung für grundsätzliche, vorsichtige Verhaltensweisen:
1. Wenn du im Haus eines anderen schläfst, schlafe mit einem offenen und einem geschlossenen Auge.
2. Biege nicht in Ecken ein.
3. Gehe nachts nicht unter dicht belaubten Bäumen.
4. Setze dich nicht irgendwo mit dem Rücken zur Straße hin.
5. Laufe nicht in dunklen Straßen.
6. Sicher währt am längsten.
7. Wenn man in der Roda schläft, fällt die Pfeife.
8. Gib das Rauchen auf. Es ist verboten, während des Trainings zu rauchen.
9. Gib das Trinken auf. Der Konsum von Alkohol beeinträchtigt die Muskeln.
10. Vermeide es, deinen Freunden außerhalb der Capoeira-Roda deine Fortschritte zu zeigen.
11. Vermeide es, während des Trainings zu schwätzen.
12. Geh immer in die Ginga.
13. Trainiere täglich die Basisübungen.
14. Habe keine Furcht, dich dem Gegner zu nähern. Je näher du an ihm dran bist, desto mehr kannst du lernen.
15. Lass den Körper immer entspannt.
16. Es ist besser, sich in der Roda zu schlagen als auf der Straße.

### Kleidung und Gürtelsystem

#### Kleidung
Wie in anderen Kampfsporten gibt es auch bei den meisten Capoeiragruppen eine formale oder zumindest typische Kleidung. Diese ist abhängig von derjeweiligen Tradition und besteht zumeist aus Hose und T-Shirt in unterschiedlichen Farbkombinationen. Die als Capoeirahosen vermarkteten Produkte haben einen Schlag eingenäht, der die Bewegungen der Capoeira optisch betont.
In der Capoeira Angola wurden traditionell schwarze Hose und gelbes T-Shirt oder Hemd getragen. Dies geht ursprünglich auf einen Fußballclub zurück, dessen Fan Mestre Pastinha gewesen sein soll. Oftmals ist die Bekleidung am Oberkörper mit Bezeichnung der Gruppe und der jeweiligen Lehrperson bedruckt.  Alternativ und zu besonderen Anlässen wird in manchen Gruppen auch weiße Kleidung getragen.
In der Stilrichtung Capoeira Regional gibt es traditionell nur die Kombination weiße Hose / weißes T-Shirt mit Bezeichnung der Gruppe. Zusätzlich wird eine Kordel zur Kenntlichmachung der Graduierung des Trägers als Gürtel für die Hose verwendet.

#### Graduationssysteme
Heute gibt es – abgesehen von einigen exotischen Gruppen – nur in der Capoeira Regional verschiedene Gürtel, die den Grad des Trägers anzeigen. Um die nächste Stufe zu erreichen, muss der Capoeirista bestimmte Anforderungen erfüllen, wobei die Zeit, die seit seinem Erreichen der letzten Stufe vergangen ist, ebenfalls berücksichtigt wird.
Anforderungen können sein:
- mit einem oder mehreren Meistern oder Lehrern in der Roda zu spielen,
- Kenntnisse der Capoeiramusik nachweisen,
- bestimmte Angriffs-, Verteidigungs- sowie Akrobatikbewegungen ausführen.

Üblicherweise gibt es gewisse zeitliche Abstände, die zwischen zwei Stufen eingehalten werden sollten. Wie lange dies ist, entscheidet der Meister der jeweiligen Schule. Allgemein sind die Wartezeiten zwischen höheren Gürtelstufen länger.
In der Capoeira gibt es unterschiedliche Gradsysteme. International besteht keine Vereinheitlichung, sodass in einigen Schulen auch Gürtelsysteme existieren, die von den meisten großen Gruppen nicht anerkannt werden. Generell lassen sich einige Strömungen ausmachen, was die Farbgebung betrifft:
- Eine „traditionelle“, die an die Ursprünge des Capoeira und Candomblé erinnert, die graduação das sete cordas mit Farben, die den Göttern des Candomblé entspricht, die die Sklaven auf ihrem Weg von Afrika (blau für das Wasser) bis zum Kampf um die Freiheit auf dem neuen Kontinent (rot für das Feuer des Krieges) begleiteten. Die Farbe des Mestre ist Weiß als Symbol für den gewonnenen Frieden.
- Eine „brasilianische“, die in ihrer Farbgebung die Farben der brasilianischen Landesflagge einsetzt in einer Abstufung des Ranges von außen (grün) nach innen (weiß).
- Eine „sportive“, die angelehnt ist an das Gürtelsystem des Karate. Auch hier ist die Farbe des Mestres weiß und ersetzt das Schwarz der höchsten Graduierung im Karate.

Ursprünglich gab es im Capoeira keine Kordeln, da auch Mestre Bimba, der Begründer der Capoeira Regional, zunächst die Stilform Angola erlernte. Im Zuge seiner Arbeit für die Capoeira entwickelte sich jedoch zunächst ein einfaches Gradsystem, bestehend aus Seidenschals verschiedener Farben. Seide wurde deswegen verwendet, da sie den Träger gegen Schnittverletzungen mit Messern besser schützt als andere Stoffe.
In der vorrangigen Abwesenheit von Gürtelsystemen in der Capoeira Angola werden in dieser nur Titel vergeben. Auch hier besteht keine Einheitlichkeit. Eine verbreitete Progression ist:
- Treinel „Trainer/in“  oder alternativ Professor / Professora - offizielle/r Trainer/in
- Contra Mestre / Contra Mestra – eine Vorstufe zur Meisterschaft, wörtlich „Gegen-Meister/in“, aber auch Polier
- Mestre / Mestra – „Meister/in“

#### Batizado und Troca de Cordas
Die ersten Kordeln werden normalerweise einmal jährlich im Rahmen einer feierlichen Zeremonie, der Batizado (sinngemäß: „Feuertaufe“) verliehen. Für bereits graduierte Schüler heißt es dann nur noch „Troca de Cordas“, da sie ihre Kordeln nur noch wechseln. Es steht vorher schon fest, wer welche Kordel bekommt, lediglich zur Demonstration der eigenen Fähigkeiten wird dies nochmals in unterschiedlich anspruchsvollen Spielen in der Roda überprüft.
Üblich ist es, dass jeder Schüler sich einen höher Graduierten als „Paten“ sucht, der eine bestimmte Rolle während der Zeremonie hat. Spielt der Schüler mit einem Meister in der Roda, so versucht der Meister, den Schüler auf den Boden zu werfen, und lässt dann – auf spielerische Weise – so lange nicht von ihm ab, bis der „Pate“ ihn rettet.

## Die Roda

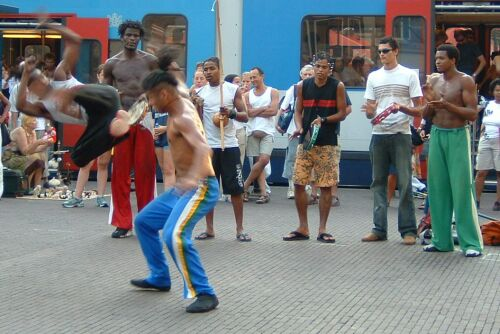
Capoeira-Spieler bei einer Roda in Amsterdam

Eingangsritual zu einer Roda in Paris

Traditionell läuft die Capoeira als Spielform in der so genannten „Roda“ (portugiesisch für „Kreis, Runde“) ab: Dabei stehen oder sitzen die Teilnehmer in einem Kreis, wobei sich an einer Stelle dieses Kreises alle Instrumentenspieler versammeln. Geleitet wird das Ritual und das Orchester zumeist von einem Meister oder dem erfahrensten Capoeirista.
Zentral sind dabei die Berimbau-Spieler, da der Berimbau den Rhythmus der Capoeira bestimmt. Vonseiten der Instrumente wird auch das körperliche Spiel begonnen. Dabei hocken sich zwei Capoeiristas vor die Instrumente, schauen sich kurz an, geben sich die Hand oder machen andere bedeutungsvolle Gesten (z. B. Berühren des Berimbaus oder ein theatralisches Deuten zum Himmel) und gehen in die Mitte des Kreises, in der Regel mit einem Radschlag oder einer Rolé. Die Umstehenden klatschen den Rhythmus und singen den Refrain. Innerhalb des Kreises spielen die zwei Capoeiristas dann miteinander. Zwischen beiden wird kein Wettkampf ausgefochten, sondern sie führen eine Art von körperlichem Dialog aus, die Worte sind dabei die verschiedenen Offensiv- und Defensiv-Bewegungen. Auf Offensiv-Bewegungen folgen Defensiv-Bewegungen des anderen, aus der Defensive entwickelt sich wiederum ein Angriff. Diese Sequenzen von wechselseitigen Bewegungen werden so zu Sätzen, die zu einem körperlichen Dialog verschmelzen. Ob dabei eher die Kooperation oder die Konfrontation im Vordergrund steht, entscheiden die Spieler selbst. Dieses Gespräch kann je nach Können und Stimmung eher friedlicheren Charakter haben oder auch in einen Kampf münden. Am Ende steht kein Gewinner oder Verlierer fest, sondern die Capoeiristas entscheiden selbst, wann sie den Dialog beenden. Je nach Gruppentradition werden intensivere Spiele auch vom Leitenden der Roda gemaßregelt.
In bestimmten Spielformen kann sich auch jeder Umstehenden in das Spiel einkaufen (aus dem portugiesischen comprar für „kaufen“). Dabei markiert man zuerst wachsam (die vorherigen Spieler tauschen immer noch Schläge aus) und doch bestimmt seine Absicht, das Spiel zu übernehmen (indem man einen ausgestreckten Arm zwischen die Spielenden hält, die Handfläche ist demjenigen zugewandt, mit dem man von nun an „reden“ möchte), und setzt dann mit diesem Spieler den Dialog fort. In einigen Rodas wird die Reihenfolge der Spiele durch die Sitzordnung oder vom Meister entschieden.
Die Capoeira ist äußerst vielseitig, da sie Akrobatik, Kampfsport, Rhythmik, Reaktionsfähigkeit, Improvisation und Kreativität vereinigt. Der Spieler befindet sich in ständiger Bewegung: Zum einen, da der Grundschritt bereits ein Wiegeschritt ist (die Ginga), zum anderen, weil es sehr viele tiefe Bewegungen in der Hocke bzw. Akrobatik kopfüber (Radschlag, Kopfstand etc.) gibt. Dadurch und durch die Konvention, allen Schlägen eher auszuweichen und nur in bestimmten Situationen zu blocken, entsteht der Eindruck eines kontinuierlichen Fließens.

## Musik

### Toques (Rhythmen)

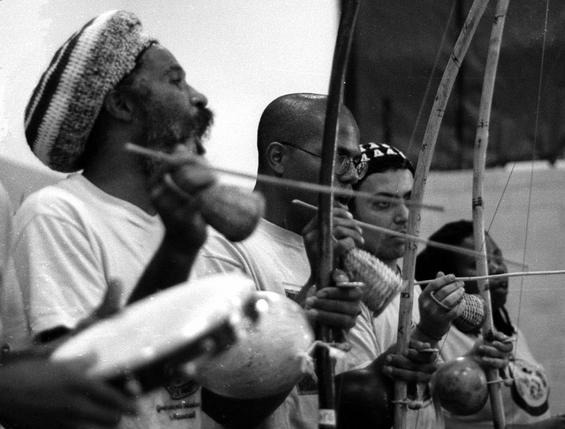
Musiker einer Roda

Ein sehr wichtiger Aspekt sind die Rhythmen, auch „Toques“ genannt, die mit den traditionellen Instrumenten Berimbau, Atabaque und Pandeiro erzeugt wird. Der Rhythmus beeinflusst die Art des Capoeiraspiels. Viele Rhythmen werden in der Roda verwendet, die wichtigsten sind:
1. Angola: dieser Toque ist in einem Zuge mit der Stilrichtung Angola zu nennen. Er zeichnet sich durch ein langsameres Tempo und größere Musikalität aus. Es ist das älteste Capoeiraspiel. Das Spiel wirkt sehr theatralisch und spielt sich eher auf dem Boden ab. Taktische Finesse und kurze, heftige Rhythmuswechsel mit starken Tritten sind charakteristisch. Nur bei diesem Toque wird eine Chamada als Spiel-im-Spiel-Einlage eingesetzt. Angola ist trotz seines langsamen Tempos das gefährlichste Spiel (aufgrund der raffinierten Täuschungen und schnellen Würfe). Beim Angola-Toque wird nicht geklatscht.
2. São Bento Grande de Angola: Dieser kann sowohl langsam als auch schnell gespielt werden, das Spiel ist verspielt bis kämpferisch, akrobatische Einlagen sind erwünscht, aber nicht Pflicht.
3. Benguela: Etwas schneller als Angola. Das Spiel ist flüssiger und erlaubt auch Akrobatik, allerdings keine Luftakrobatik. Es bleibt trotzdem ein Spiel am Boden, wenig Rasteiras und wenig direkte Tritte, die auf den Gegner abzielen.
4. São Bento Grande de Bimba: Schneller, kraftvoller Toque. Das Spiel ist schnell und athletisch. Alle Arten von Tritten und Akrobatik sind erlaubt.
5. Iuna: Iuna ist eine Vogelart, und der gleichnamige Toque bezeichnet ein Spiel, an dem nur graduierte Capoeiristas teilnehmen dürfen. Es ist sehr akrobatisch, nicht kämpferisch und besitzt als Charakteristikum die so genannten „cintura desprezada“-Bewegungen – eine Innovation, die auf Mestre Bimba zurückgeht. Als weitere Variante kann der Iuna-Toque zum Gedenken an verstorbene Capoeiristas gespielt werden.
 Im Gegensatz zu den vorgenannten Toques wird beim Iuna nicht gesungen.
6. São Bento Pequeno: Dies ist eine reduzierte Version des São Bento Grande. Das Spiel hierzu ist freundlich, ohne gerade Tritte und Rasteiras und mit einem besonderen Augenmerk auf flüssige und runde Spielweise.

Daneben gibt es noch eine Vielzahl von Toques, die aber nur zu bestimmten Anlässen gespielt werden. Ein Beispiel hierfür ist die energetische Cavalería, die der mündlichen Überliegerung nach, gespielt wurde, um das Herannahen der Polizei oder allgemein Gefahr zu signalisieren.

### Cantigas (Lieder)
Die Capoeira kennt ein reichhaltiges Liedgut. Die Lieder werden auf Portugiesisch gesungen. Sie tradieren die Mythen der Capoeira, kommentieren historisches und aktuelles Zeitgeschehen, kommentieren die Spiele oder soziale Situation der Runde und sind eine eigene Kunstform, die nicht nur in traditionellen Gesängen verbleibt. Es wird zwischen der Ladainha, der Saudação und den Corridos unterschieden.
- Die Ladainha ist ein längerer, einleitender Gesang, bei dem nur der Leiter der Roda singt und meist nicht alle Instrumente begleiten. Es gibt historisch überlieferte Stücke, es werden hier aber auch neue geschaffen, die die Capoeira-Roda besonders rahmen.
- Mit der Saudação werden in Interaktion zwischen Vorsänger und Chor Grüße oder kleine Allegorien ausgetauscht.
- In den vielen Corridos wird in verschiedenen Versformen zwischen Vorsänger und Chor interagiert. Hier gibt es den reichhaltigsten Fundus an Liedern, die wie oben geschildert, den jeweiligen Zwecken oder der reinen musikalischen Unterhaltung dienen.
- Zum Abschluss der Runde werden in vielen Fällen spezielle Corridos gesungen, die zur Verabschiedung dienen. Der Vorsänger singt beispielsweise „Adeus, Adeus!“ und der Chor antwortet mit „Boa viagem!“ („Gute Reise!“)

Einige Rhythmen korrespondieren gewöhnlicher Weise mit bestimmten Formen der Corridos.
- In Angolaspielen werden zumeist lange getragene Lieder mit längeren Strophen gesungen, die  ganze Geschichte erzählen können oder einfache, repetitive Muster wiederholen.
- Bei der Benguela werden häufig Quadras, also Vierzeiler, gesungen.
- Beim schnellen, treibenden São Bento Grande sind es kurze Stücke, bei denen sich der Vorsänger mit den Roda-Umstehenden im schnellen Tempo abwechselt, und sich der Chor auf eine kurze, markante Zeile beschränkt.

### Instrumente
Das Hauptinstrument einer Capoeira Bateria – des Orchesters – ist der Berimbau. Das Berimbau wird aus dem sehr elastischen Biriba-Holz angefertigt, welches nur in Brasilien vorkommt. Alternativ wird auch Massaranduba, ein härteres rotes Holz, verwendet. Es handelt sich dabei um einen Musikbogen, der aus einem Holzstab (Verga), einer Metallsaite (Arame) und einem Klangkörper (Cabaça) besteht. In der Hand hält der Musiker zusätzlich eine Caxixi (Holzrassel), ein Baqueta (Schlagstöckchen) und ein Dobrão (eine Münze oder ein Stein). Trotz seiner einfachen Konstruktion ist der Berimbau schwierig zu spielen und verlangt neben gutem Rhythmusgefühl, einiges an Koordination und Fingerkraft.
Es gibt Berimbaus verschiedener Größen und Tonlagen:
- Berra-Boi („Muhen des Ochsen“) ist die am tiefsten gestimmte Berimbau mit sehr langem Stab und großem Klangkörper. Sie wird eher selten gespielt.
- Gunga ist eine tief gestimmte Berimbau. Traditionell wird darauf der Grundrhythmus gespielt und zu Beginn einer Roda beginnt die Gunga als erstes Instrument.
- Medio ist eine mittelhoch gestimmte Berimbau. Traditionell wird darauf die Inversion des Grundrhythmus gespielt. Sie setzt in einer Roda nach der Gunga ein.
- Viola ist eine hoch gestimmte Berimbau. Auf ihr werden nahezu ausschließlich Improvisationen des Grundrhythmus gespielt. Sie setzt als letzte Berimbau ein.
- Violinha ist eine sehr hoch gestimmte Berimbau.

Ein Pandeiro ist ein Schellentamburin. Es wirkt unterstützend zu den Berimbaurhythmen und bereichert die Klangfarben. Gleichzeitig sorgt es für eine Betonung des Grundrhythmus. Es gehört zur Familie der Rahmentrommeln.
Die klassische Atabaque ist eine Seiltrommel tiefer Stimmung. Sie unterstützt ähnlich dem Pandeiro den Grundrhythmus und sorgt für einen starken Groove.
Ein Reco-reco ist eine Ratsche, ähnlich der Güiro. Sie sorgt in der Roda für einen leicht undefinierten Oberton und bereichert die Klangfarbe.
Das Agogô ist ein Instrument aus der Sambamusik. Es handelt sich dabei um eine doppelte Metallglocke, die mit einem Holzstab angeschlagen wird. In der Capoeira wird auch ein Agogô verwendet, welches aus zwei Paranussschalen besteht, die auf einem Holzstab festgeschraubt sind.

## Capoeira in der Öffentlichkeit
Inzwischen findet man Capoeira in immer mehr Filmen, Werbungen und Computerspielen.
Der bekannteste Film über und mit Capoeira ist Only the Strong aus dem Jahr 1993. Weitere Filme, in denen Capoeira vorkommt, sind:
- der Klassiker Cordão de Ouro (1977) mit Mestre Nestor Capoeira und Mestre Camisa
- The Quest (1996) von und mit Jean-Claude Van Damme und mit Mestre César Carneiro als Capoeirista
- Revenge of the Warrior (2005) mit Tony Jaa in der Hauptrolle und Lateef Crowder als Capoeirista
- Undisputed 3 mit Scott Adkins in der Hauptrolle und Lateef Crowder als Capoeira-Kämpfer
- Steven Soderbergh zeigt in Ocean’s 12 eine kurze Szene mit Vincent Cassel bei einer Capoeira-Darbietung.
- Besouro – Die Geburt einer Legende beschreibt die Geschichte von Besouro Mangangá, eigentlich (Manuel Henrique Pereira), der einer der bekanntesten Capoeiristas war.

In Christina Aguileras Video Dirrty, Sepulturas Video Roots Bloody Roots und im Video der Black Eyed Peas mit Sérgio Mendes kämpfen zwei Capoeirista. Ebenso findet man Capoeira in dem Musikvideo zu Maria Maria von Carlos Santana, Rich Girl von Gwen Stefani, Michael Frantis Say Hey, Mark Medlock You Can Get It und im Video von Safri Duo Sweet Freedom. Zudem sind in dem Musikvideo Taboo von Don Omar Capoeirista zu sehen, welche am Strand kämpfen.
Ferner verteidigt sich „L“ aus dem Manga Death Note mit Capoeira. Eine größere Rolle spielt Capoeira in der Videospiel-Serie Tekken und dessen Verfilmung.